# Izoconazol
Izoconazolul este un antifungic derivat de imidazol, fiind utilizat în tratamentul unor micoze vaginale, inclusiv infecțiile mixte cu bacterii gram-pozitive. Calea de administrare disponibilă este cea vaginală (ovule).
Molecula a fost patentată în 1968 și a fost aprobată pentru uz medical în anul 1979.